# 5e Panzerdivision
La 5e Panzerdivision était une division blindée de la Heer (Wehrmacht) durant la Seconde Guerre mondiale créée le 24 novembre 1938 à Oppeln ; elle a participé à toute la Seconde Guerre mondiale.
Ne pas confondre avec la 5e Panzer division de la Bundeswehr fondée en Allemagne de l'Ouest en 1956 et dissoute en 2001. 

## Emblèmes divisionnaires

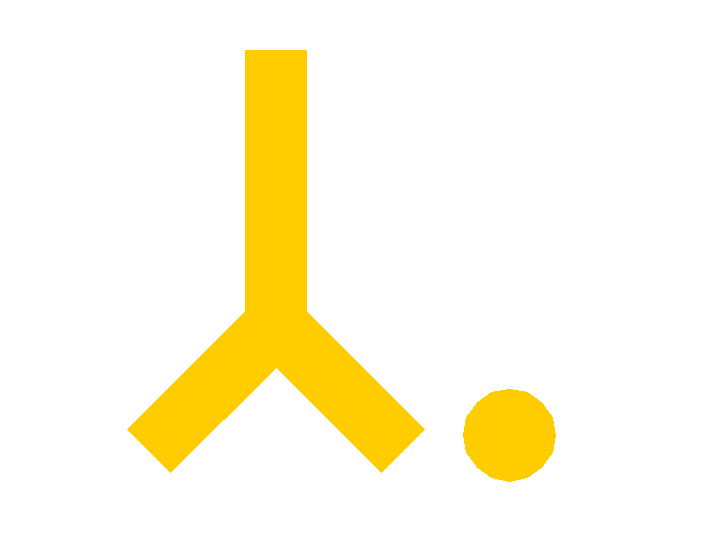
Emblème de la division en 1940.
Variante (pendant l'opération Zitadelle).

## Histoire
La 5e Panzerdivision a été créée à Opole, en Silésie, en novembre 1938, comme unité allemande rapide.

### Campagne de Pologne
En septembre 1939, la division participe sans jouer un rôle important durant l'invasion de la Pologne au sein du groupe d'armées Sud. Elle quitte la Pologne en décembre 1939.

### Campagne de l'Ouest
En avril 1940, la division s'installe face à l'Ardenne belge et fait partie du 15e corps d'armée (motorisé). Celui-ci doit, dans le plan d'offensive à l'ouest, progresser en tête de la 4e armée) en direction de la Meuse de Dinant.
|                        | Panzer I | Panzer II | Pz.Befehlswagen | Total chars légers | Panzer III | Panzer IV | Total chars moyens et lourds | Total |
| Panzer-Regiment 15     | 51       | 61        | 15              | 127                | 24         | 16        | 40                           | 167   |
| Panzer-Regiment 31     | 46       | 59        | 11              | 116                | 28         | 16        | 44                           | 160   |
| Total pour la division | 97       | 120       | 26              | 243                | 52         | 32        | 84                           | 327   |

Une charge de base ou Verbrauchssatz (en abrégé VS) était la quantité de carburant nécessaire à chaque véhicule d'une formation donnée pour parcourir 100 km. La quantité de carburant dans 1 VS variait en fonction de la structure et de l'équipement de l'unité; dans la 5. Panzer-Division, 1 VS équivalait à 182 000 litres d'essence, 26 000 litres de diesel et 5 000 litres d'huile moteur, pour un total de 213 tonnes.
Forte de deux régiments de blindés (les 15e et 31e) ce qui est peu habituel, la 5e Panzerdivision prend part aux combats de la campagne de France aux côtés de la 7e Panzerdivision dirigée par Erwin Rommel, et participe à l'encerclement des forces anglo-françaises lors de la bataille de Dunkerque. Pendant les combats de Dunkerque, le 29 mai, son commandant le General von Hartlieb est écarté au profit du General Lemelsen (qui la dirige ensuite jusqu'en novembre 1940).
Elle participe ensuite à la rupture du front de la Somme le 5 juin. C'est la principale unité qui capture Rouen le 9 juin au matin. Le 10 juin, elle se dirige vers la Manche et participe à l'encerclement des cinq divisions alliées (dont la 51st Highland) qui tentent désespérément de rejoindre Le Havre pour gagner l'Angleterre. Les 11 et 12 juin elle est à Saint-Valéry-en-Caux où elle capture — conjointement avec la 7e Panzerdivision — plus de 46 000 prisonniers.
Passant par Alençon, elle entre ensuite en Bretagne et capture Brest le 19 juin.
En fin d'année, la division est refondue et perd son Panzer-Regiment 15 qui va rejoindre la 11e Panzerdivision.

### Campagne des Balkans
En avril 1941, en compagnie de la 11e Panzerdivision, elle participe de manière déterminante à la guerre dans les Balkans. Elle oblige les Yougoslaves à capituler puis l'emporte en Grèce face à la 2e division néo-zélandaise et fait plus de 7 000 prisonniers britanniques sur les plages de Kalamata.

### Front de l'Est
Se préparant à rejoindre l'Africa Korps en 1941, elle reçoit un ordre de mouvement vers le front russe pour compenser les pertes subies par la Wehrmacht. En décembre 1941, la division progresse vers Moscou avec le groupe d'armées Centre. Pendant l'hiver 1941-1942, elle subit durement la contre-offensive russe.
En 1942, elle prend part à des combats défensifs autour de Rjev et participe à l'offensive d'été allemande lors de l'opération Fall Blau où son rôle consiste à rejoindre des points fortifiés allemands dans les régions sous contrôle soviétique. Rattachée à la 2e Panzerarmee, en juillet 1943, la division participe à la bataille de Koursk avec le groupe d'armées Centre dans le secteur de Viazma et de Demjank. En 1944, la division réussit à contre-attaquer face aux forces russes en leur infligeant de lourdes pertes, sans pouvoir empêcher l'encerclement des 4e et 9e armées.
Participant à la retraite allemande du front de l'Est, elle traverse la Biélorussie et la Pologne, en combattant dans la poche de Courlande, puis après son transfert en Prusse-Orientale, combat l'offensive russe de l'hiver 1944-1945 sur le secteur de Dantzig avant de se rendre aux armées russes en mai 1945.

## Commandants
| Début            | Fin               | Grade                                           | Nom                        |
| ---------------- | ----------------- | ----------------------------------------------- | -------------------------- |
| 24 novembre 1938 | 17 octobre 1939   | Generalleutnant                                 | Heinrich von Vietinghoff   |
| 18 octobre 1939  | 21 mai 1940       | Generalleutnant                                 | Max von Hartlieb-Walsporn  |
| 22 mai 1940      | 24 novembre 1940  | Generalleutnant                                 | Joachim Lemelsen           |
| 25 novembre 1940 | 30 septembre 1942 | Generalmajor                                    | Gustav Fehn                |
| 1er octobre 1942 | 31 janvier 1943   | Generalmajor                                    | Eduard Metz (de)           |
| 1er février 1943 | 6 mai 1943        | Oberst                                          | Johannes Nedtwig           |
| 7 mai 1943       | 6 septembre 1943  | Generalmajor                                    | Ernst Felix Faeckenstedt   |
| 7 septembre 1943 | 14 octobre 1944   | Oberst, puis Generalmajor, puis Generalleutnant | Karl Decker                |
| 16 octobre 1944  | 5 février 1945    | Oberst                                          | Rolf Lippert               |
| 5 février 1945   | Avril 1945        | Generalmajor                                    | Günther Hoffmann-Schönborn |
| Avril 1945       | 8 mai 1945        | Oberst de Reserve                               | Hans Herzog                |

## Ordre de batailles

### Composition en octobre 1938
- Schützen-Brigade 5 (brigade de tirailleurs)
  - Schützen-Regiment 13 (régiment de tirailleurs, à deux bataillons)
  - Schützen-Regiment 14 (à deux bataillons)
- Panzer-Brigade 8 (brigade de chars)
  - Panzer-Regiment 15 (régiment de chars)
  - Panzer-Regiment 31
- Kradschütze-Bataillon 8 (bataillon de tirailleurs à motos)
- Panzerjäger-Abwehr 53 (défense antichar)
- Pionier-Abteilung 89 (bataillon de pionniers)
- Artillerie-Regiment 116 (régiment d'artillerie, à deux groupes)
- Naschrichtung-Abteilung 77 (détachement de transmission)
- Versorgungsdienste 85 (services de ravitaillement)

### Composition en avril 1940
- Schützen-Brigade 5
  - Schützen-Regiment 13 (à deux bataillons)
  - Schützen-Regiment 14 (à deux bataillons)
- Panzer-Brigade 8
  - Panzer-Regiment 15 (à deux bataillons, chaque bataillon à une compagnie lourde et deux légères[2])
  - Panzer-Regiment 31 (idem)
- Kradschützen-Bataillon 55
- Kradschüzten-Abteilung 8
- Panzerjäger-Abteilung 53
- Pionier-Abteilung 89
- Artillerie-Regiment 116 (à deux groupes)
- Nachrichten-Abteilung 77
- Versorgungsdienste 85

### Composition en septembre 1941
- Schützen-Regiment 13
  - Schützen-Abteilung I
  - Schützen-Abteilung II
- Schützen-Regiment 14
  - Schützen-Abteilung I
  - Schützen-Abteilung II
- Panzer-Regiment 31
- Aufklärung-Abteilung 5
- Aufklärung-Abteilung 56
- Panzerjäger-Abteilung 53
- Pionier-Abteilung 89
- Artillerie-Regiment 116
  - Artillerie-Abteilung I
  - Artillerie-Abteilung II
  - Artillerie-Abteilung III
- Nachrichten-Abteilung 77
- Versorgungsdienste 85

### Composition en mars 1943
- Schützen-Regiment 13
  - Schützen-Abteilung I
  - Schützen-Abteilung II
- Schützen-Regiment 14
  - Schützen-Abteilung I
  - Schützen-Abteilung II
- Panzer-Regiment 31
- Aufklärung-Abteilung 5
- Panzerjäger-Abteilung 53
- Pionier-Abteilung 89
- Artillerie-Regiment 116
  - Artillerie-Abteilung I
  - Artillerie-Abteilung II
  - Artillerie-Abteilung III
- Nachrichten-Abteilung 77
- Flak-Abteilung 288
- Feldersatz-Abteilung 85
- Versorgungsdienste 85

## Théâtres d'opérations
- Septembre 1939
  - Campagne de Pologne
- Mai 1940
  - Campagne de France,
  - Poche de Lille
- 1941
  - Campagne des Balkans
  - Bataille de Grèce
- 1941-1943
  - Opération Barbarossa
  - Bataille de Moscou,
  - Bataille de Koursk,
  - Dniepr
- 1944
  - Biélorussie,
  - Pologne
- 1945
  - Danzig

## Récompenses
Les récompenses obtenues par les membres de la division sont les suivantes :
- 50 membres de la 5e Panzerdivision sont faits chevaliers de la croix de fer ;
- 7 membres reçoivent la croix de chevalier de la croix de fer avec feuilles de chêne ;
- un membre reçoit la croix de chevalier de la croix de fer avec feuilles de chêne et glaives, l'Hauptmann der Reserve Fritz Feßmann, commandant la Panzer-Aufklärungs-Abteilung 5. le 23 octobre 1944 (no 103) ;
- un membre est fait chevalier de la croix du Mérite de guerre.